# Nyékládháza

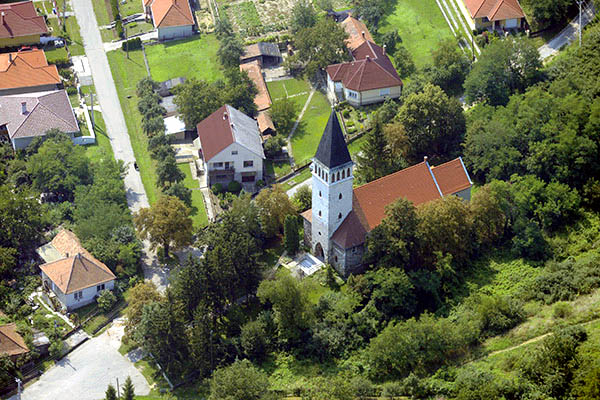
Romersk-katolska kyrkan från ovan.

Nyékládháza är en mindre stad i Ungern med 4 886 invånare (2020).